# Brión (parroquia)
Brión (llamada oficialmente San Fins de Brión) es una parroquia española del municipio de Brión, en la provincia de La Coruña, Galicia.

## Entidades de población
Entidades de población que forman parte de la parroquia:
- Aguiar
- A Igrexa
- A Torre
- Boaventura
- Boimil
- Brans de Abaixo
- Brans de Arriba
- Brión de Abaixo
- Brión de Arriba
- Cabreiros
- Gronzo
- Guldrís
- Lamiño
- Liñares
- O Casal
- O Enxo
- O Rial
- Pedrouzos
- Quintáns
- Riazoas
- Trasouteiro

## Demografía
| Gráfica de evolución demográfica de Brión entre 2000 y 2018 |
|                                                             |
| Datos según el nomenclátor publicado por el INE.            |